# Schwerarbeitsverordnung
Die Schwerarbeitsverordnung regelt in Österreich die beruflichen Tätigkeiten, die als Schwerarbeit gelten. Die Sozialversicherung bestimmt über Listen, welche Berufe für wen als Schwerarbeit gelten. Betroffene Beschäftigte können einen früheren Pensionsantritt in Anspruch nehmen.

## Wesentliche Regelungen
Die 2006 vom österreichischen Sozialministerium erlassene Schwerarbeitsverordnung bezeichnet folgende Tätigkeiten als besonders belastende Berufstätigkeiten:
- Tätigkeiten in Schicht- oder Wechseldienst, wenn während der Nacht im Ausmaß von mindestens 6 Stunden zwischen 22 und 6 Uhr an mindestens sechs Arbeitstagen im Kalendermonat gearbeitet wird, sofern nicht in diese Arbeitszeit überwiegend Arbeitsbereitschaft fällt,
- regelmäßige Tätigkeiten unter Hitze oder Kälte im Sinne des Nachtschwerarbeitsgesetzes,
- Tätigkeiten unter chemischen oder physikalischen Einflüssen, wenn dadurch eine Minderung der Erwerbsfähigkeit von mindestens 10 % verursacht wurde,
- schwere körperliche Arbeit, die dann vorliegt, wenn bei einer achtstündigen Arbeitszeit von Männern mindestens 8.374 Kilojoule (2.000 Kilokalorien) und von Frauen mindestens 5.862 Kilojoule (1.400 Kilokalorien) verbraucht werden,
- bei Frauen die berufsbedingte Pflege von erkrankten oder behinderten Menschen mit besonderem Behandlungs- oder Pflegebedarf, wie beispielsweise in der Palliativpflege,
- Tätigkeiten trotz Vorliegens einer Minderung der Erwerbsfähigkeit nach Behinderteneinstellungsgesetz von mindestens 80 %, sofern[3] ein Anspruch auf Pflegegeld zumindest in Höhe der Stufe 3 bestanden hat.

In der Anlage zur Verordnung werden Kriterien gegeben, wann eine Arbeit eine Schwere körperliche Arbeit (energetische Schwerarbeit) im Sinne der Verordnung ist (§ 3). Das dient der Feststellung von Schwerarbeitsmonaten (§ 4), die in die Pensionsansprüche in besonderem Maße eingerechnet werden.
Dienstgeber haben das Vorliegen von Schwerarbeit bei Frauen ab dem vollendeten 35. Lebensjahr und bei Männern ab dem vollendeten 40. Lebensjahr selbstständig der Krankenversicherung zu melden (§ 5).

## Schwerarbeit bei Beamten
Bei Bundesbeamten wird das Vorliegen von Schwerarbeit über § 15b Beamten-Dienstrechtsgesetz 1979 in Verbindung mit der Schwerarbeitsverordnung geregelt. Wie in der Privatwirtschaft wird die Kalorienregelung herangezogen. Polizistinnen und Soldatinnen haben zur Diensttauglichkeit geringere körperliche Leistungsanforderungen zu erfüllen.

## Sonstiges
- Diskothekenbetreiber kann Schwerarbeiter sein. Die Presse, 5. Dezember 2010, abgerufen am 19. Dezember 2011 (dazu RIS-Rechtssatz 0126106 und 0126107: „Wesentliches Wesensmerkmal des § 1 Abs 1 Z 1 SchwerarbeitsV ist der notwendige Wechsel zwischen Tag- und Nachtdienst.“ und „Bei der Nachtarbeit ist die Tätigkeit nicht entscheidend; vielmehr kommt es auf das Kriterium ‚Nacht‘ an. In diesem Sinn fallen auch ‚leichtere‘ berufliche Tätigkeiten unter diesen Tatbestand.“).